# Skazany na piekło
Skazany na piekło (ang. In Hell, 2003) – amerykański film fabularny (dramat sensacyjny) z gwiazdorem kina akcji, Jean-Claude’em Van Damme’em, obsadzonym w roli głównej (tytułowej).
Film nakręcono w Bułgarii.

## Fabuła
Kyle LeBlanc, Amerykanin pracujący w Rosji, zostaje skazany za zabójstwo mordercy swojej żony. Trafia do więzienia o zaostrzonym rygorze. Musi stoczyć tam walki na śmierć i życie.

## Obsada
- Jean-Claude Van Damme – Kyle LeBlanc
- Raicho Vasilev